# Metahuntemannia gorbunovi
Metahuntemannia gorbunovi är en kräftdjursart som beskrevs av Smirnov 1946. Metahuntemannia gorbunovi ingår i släktet Metahuntemannia och familjen Huntemanniidae. Inga underarter finns listade i Catalogue of Life.